# ملادن إيفانيتش
ملادن ايفانيتش (بالصربية: Младен Иванић)‏، من مواليد 16 سبتمبر 1958 في سانسكي، و هو سياسي بوسنيٌّ.

## حياته
بعد تخرجه في الاقتصاد، تابع ملادن إيفانيتش مهنة التدريس في الجامعة. في عام 1988 أصبح عضوا في هيئة رئاسة جمهورية البوسنة والهرسك الاشتراكية، التي كانت جزءا من يوغوسلافيا.
إيفانيتش عضو مؤسس في حزب التقدم الديمقراطي في عام 1999، وصار رئيسا منذ ذلك الحين. شغل ملادن إيفانيتش منصب رئيس وزراءٍ لجمهورية صربيا البوسنية بين 16 يناير 2001 ويناير 2003، وزير خارجيةِ البوسنة والهرسك في الفترة من يناير 2003 إلى 9 فبراير 2007، وأخيرا رئيس مجلس الشعوب، واحد من مجلِسيْ البرلمان البوسنيي بين 14 يوليو 2008 إلى 26 فبراير 2009.
في 12 أكتوبر 2014، انتخب عضوا في مجلس الرئاسة البوسني كممثل للمجتمع الصربي و تولى السلطة في 17 نوفمبر 2014 مع نظرائه البوسنيين والكروات . وفي اليوم نفسه، أصبح رئيسا لمجلس الرئاسة لمدة ثمانية أشهر.